# Rozetmos
Rozetmos (Rhodobryum roseum) is een soort uit de knikmosfamilie (Bryaceae). Het groeit in 'open schaduw' in dwergstruwelen of aan bosranden op noordhellingen en in vrij droge valleien.

## Determinatie
Individuele planten worden ongeveer 5 tot 6 cm. Ze groeien in koppels tussen andere mossen of vormen donkergroene gazons. Het mos kenmerkt zich door de grote, rozetvormige kuifbladeren aan het uiteinde van de stengel, terwijl daaronder op de stengel slechts enkele schilferige, bladeren worden gevormd. De bladrozetten bestaan uit 15 tot 23 bladeren die droog gegolfd en gedraaid zijn. De bladranden zijn naar achteren gebogen en gezaagd in het bovenste deel van het blad en hebben geen duidelijke rand. De hoofdnerf eindigt onder de punt van het blad.
De laminacellen zijn langwerpig ruitvormig tot zeshoekig, ongeveer 100 tot 170 µm lang en 20 tot 40 µm breed.

## Verspreiding
Rozetmos is wijdverspreid in Duitsland en Europa, dringt door tot sub-alpine hoogten (ongeveer 2000 m). Het wordt ook gevonden in delen van Azië en Noord-Amerika. In Nederland komt het zeldzaam voor, maar plaatselijk kan het wel vrij algemeen zijn (zoals in het Noordhollands Duinreservaat). In het binnenland is het in het geheel of vrijwel geheel verdwenen. De laatste vondst op de zandgronden dateert van 1981 en werd gedaan in Zuidoost-Drenthe (Mepperdennen). 

## Fotogalerij

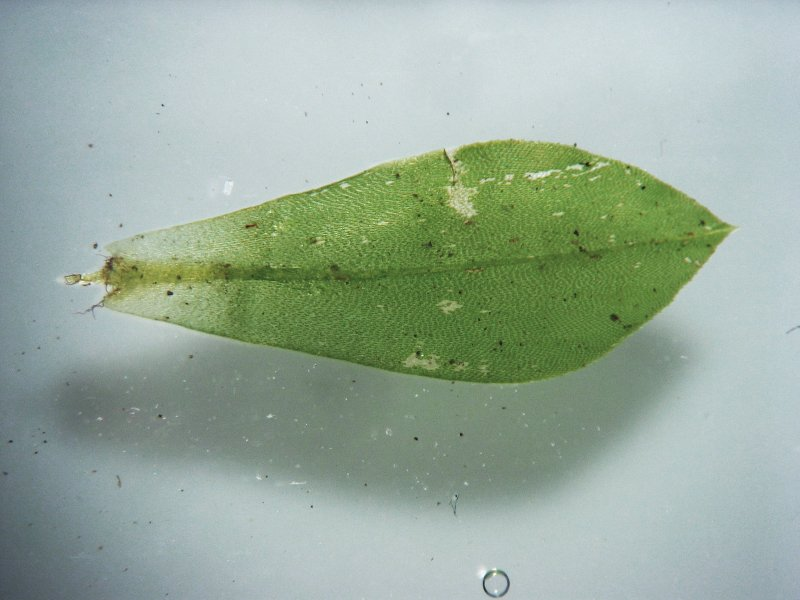
Blad
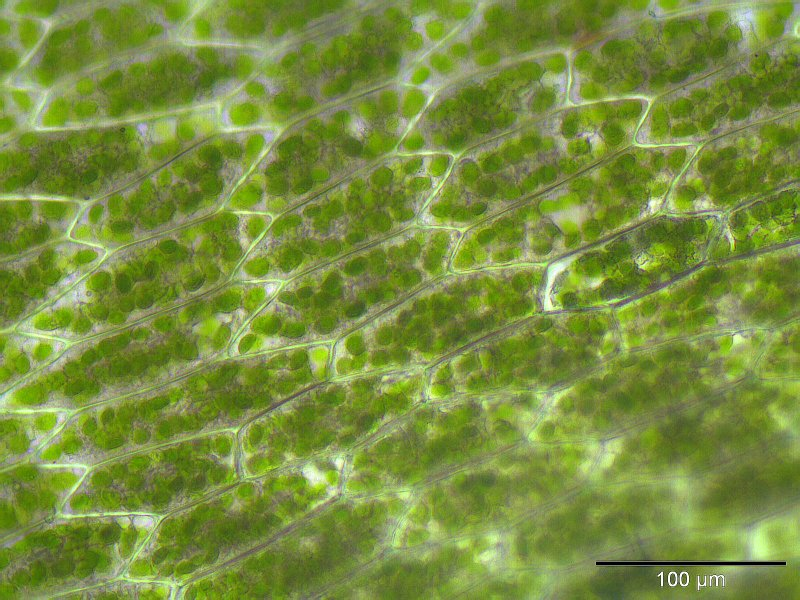
Laminacellen